# フランシス・スコット・キー橋 (ボルチモア)

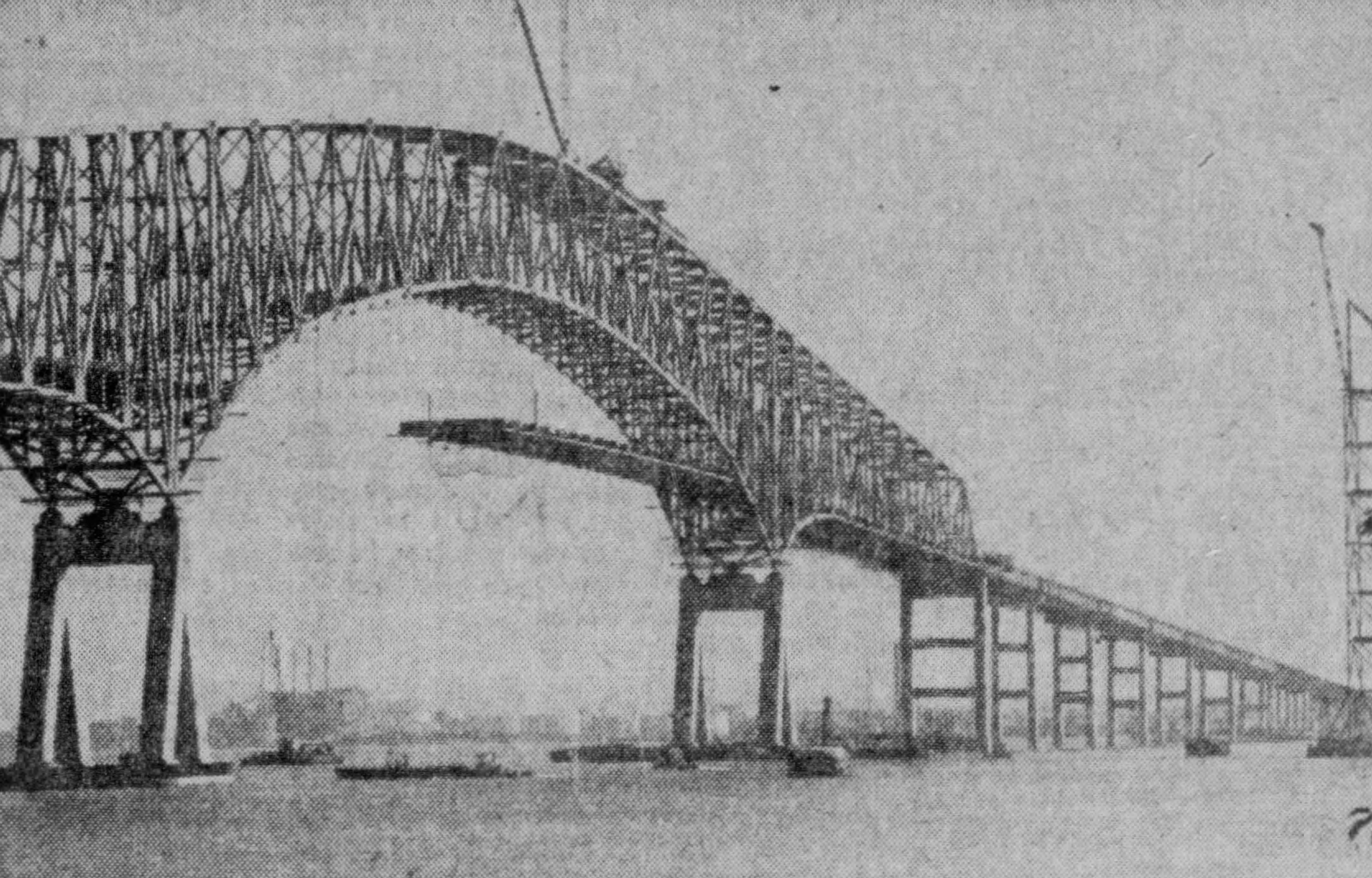
1976年の建設中のフランシス・スコット・キー橋

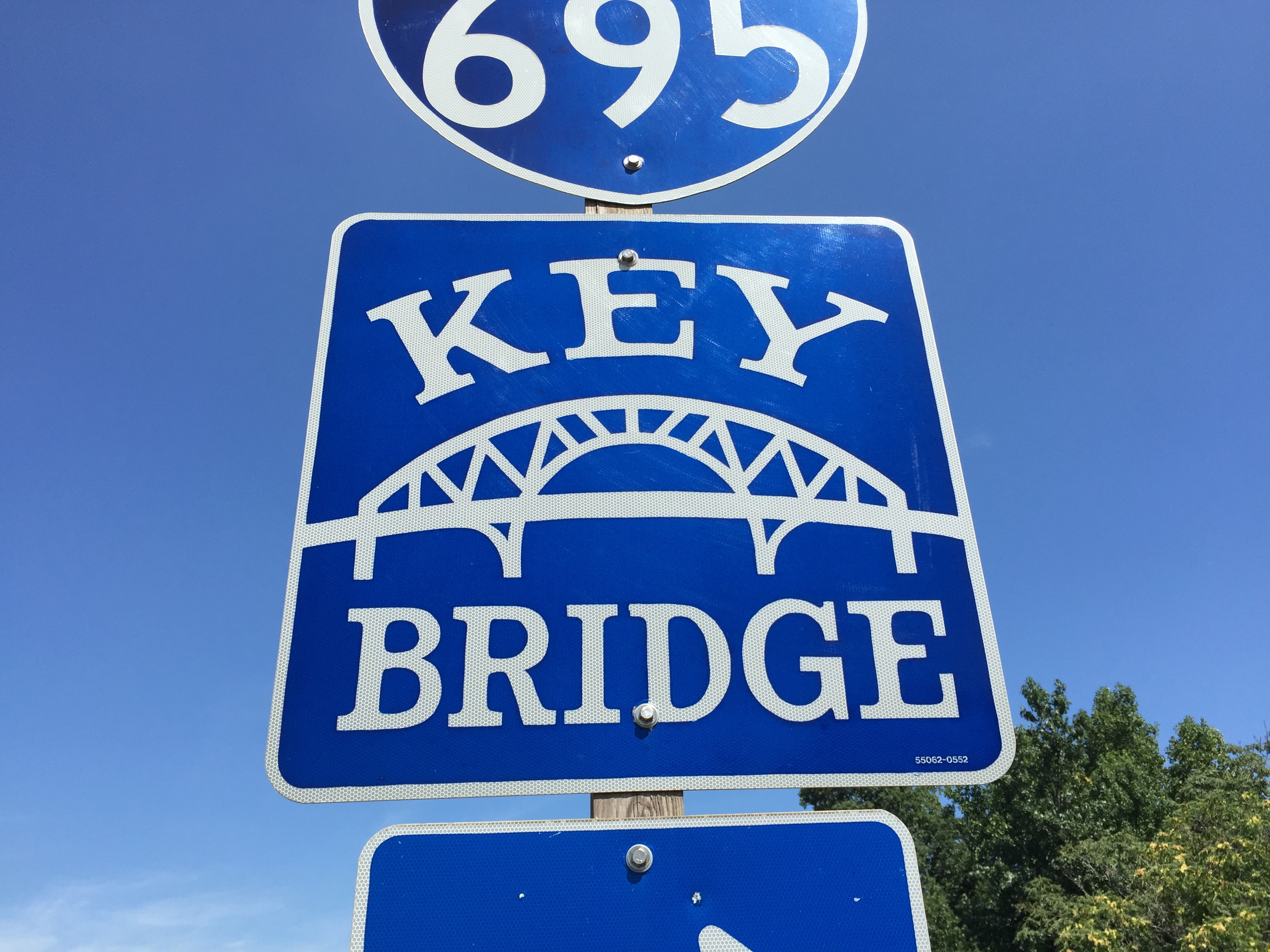
アプローチ道路で使われているキー橋を示す標識

フランシス・スコット・キー橋（フランシス・スコット・キーきょう、英語: Francis Scott Key Bridge）は、アメリカ合衆国メリーランド州ボルチモアにおいて、パタプスコ川下流、ボルチモア港外部にかかる鋼製アーチ形連続トラス橋である。1977年3月23日に開通したこの橋は、ボルチモア郡ダンドークと、ボルチモア市のうち南側に孤立して存在しているホーキンス・ポイントを結んでメリーランド州州間高速道路695号線（ボルチモア・ベルトウェイ）を通しており、途中短い区間でアナランデル郡も通過している。橋の主径間と北東側アプローチの一部は、2024年3月26日にコンテナ船MV Daliが橋脚に衝突したことにより破壊された。
もともとアウター・ハーバー・クロッシング (Outer Harbor Crossing) と名付けられていたが、アメリカ合衆国の国歌である星条旗の作詞者である詩人フランシス・スコット・キーにちなんで1976年にフランシス・スコット・キー橋と命名された。全長8,636フィート（約2,632メートル）あり、ボルチモア都市圏においてチェサピーク・ベイ橋に次いで2番目に長い橋であった。主径間は1,200フィート（約366メートル）あって、世界の連続トラス橋の中では3番目の長さであった。
メリーランド州運輸局が橋を運営しており、ボルチモア・ハーバートンネルおよびフォート・マクヘンリートンネルと並んで3本あるボルチモア湾を横断する交通路のうち、この橋がもっとも外側に位置している。この橋は、推定で年間1150万台の車両が通過しており、危険物の輸送が2本のトンネルでは禁じられていることから、多くのトラックが通行していた。この橋とそこへのアプローチ部分がボルチモアベルトウェイと呼ばれる州間高速道路695号線の最後の完成区間となり、20年に渡るプロジェクトが完成することになった。州間高速道路695号線を示すI-695の標識があるにもかかわらず、公式にはメリーランド州道の一部であり、メリーランド州道695号線に指定されている。

## 歴史
1960年代初頭には、ボルチモア湾横断の最初の交通路であるボルチモア・ハーバートンネル（州間高速道路895号線）は、輸送量の限界に達していた。メリーランド州道路委員会は、湾を横断する2本目の交通路の必要性があると結論付けた。委員会はパタプスコ川をくぐるもう1本のトンネルを、川の下流、さらに南東側のホーキンス・ポイントとソラーズ・ポイントの間に計画し始めた。1968年10月に、チェサピーク・ベイ橋の二重化とともに、2億2000万ドル（2023年の価値にして19億ドル）の債券発行によって賄われることになった。トンネル建設への入札は1970年7月に実施されたが、予想されていたよりも価格がかなり高かった。このため当局は、トンネルでは禁止されている危険物輸送車両の湾横断ルートとなりえるという利点のある4車線の橋建設案を含めて、代替案の策定を行った。
1971年4月に、メリーランド州議会は橋のプロジェクトを承認した。アメリカ沿岸警備隊は、1972年6月に橋の建設許可を行い、それ以前にアメリカ陸軍工兵司令部が出したトンネルの許可を置き換えた。ボルチモアの技術企業であるJ.E.グレイナーが主設計コンサルタントに選定され、アプローチはニューヨークのシングスタッド・ケハート・ノベンバー・アンド・ハーカがボルチモア・トランスポーテーション・アソシエイツと共同企業体を組んで扱うことになった。建設は、ピッツバーグ・デモイン・スチールが製作した部品を用いて、ジョン・F・ビースリー建設が行うことになった。
アウター・ハーバー橋の建設は1972年に開始され、工期に数年遅れ、予算を3300万ドル超過した。
建設が進行中の1976年に、国歌の「星条旗」の元になった詩である「フォートマクヘンリーの防衛」の著者フランシス・スコット・キーにちなんで命名された。1814年9月にボルティモアの戦いに際して、フォートマクヘンリーの砲撃をキーが目撃したことが、この詩を書くきっかけとなった。キーは、ソーラーズ・ポイント近くのボルチモア湾において、イギリス海軍の艦隊とともにいたアメリカの交渉用の船舶に乗船しており、その位置は橋から100ヤード（約91メートル）以内で、アメリカの国旗の色の浮標で場所が示されている。

## 運用
フランシス・スコット・キー橋は1977年3月23日に開通した。連絡するアプローチ部分を含め、橋のプロジェクト全長は10.9マイル（約17.54キロメートル）に達した。1978年にこの橋は、アメリカ鉄骨構造物学会から長大支間部門で優秀賞を受賞した。1980年のサンシャイン・スカイウェイ橋の崩落から数か月後に、貨物船がフランシス・スコット・キー橋に衝突したが、橋は比較的被害を受けずに済んだ。
橋は4車線で開通したが、アプローチは費用削減のために2車線で開通していた。南側のアプローチは1983年に拡幅された。北側のアプローチは数年遅れの末に1999年に拡張が完了した。

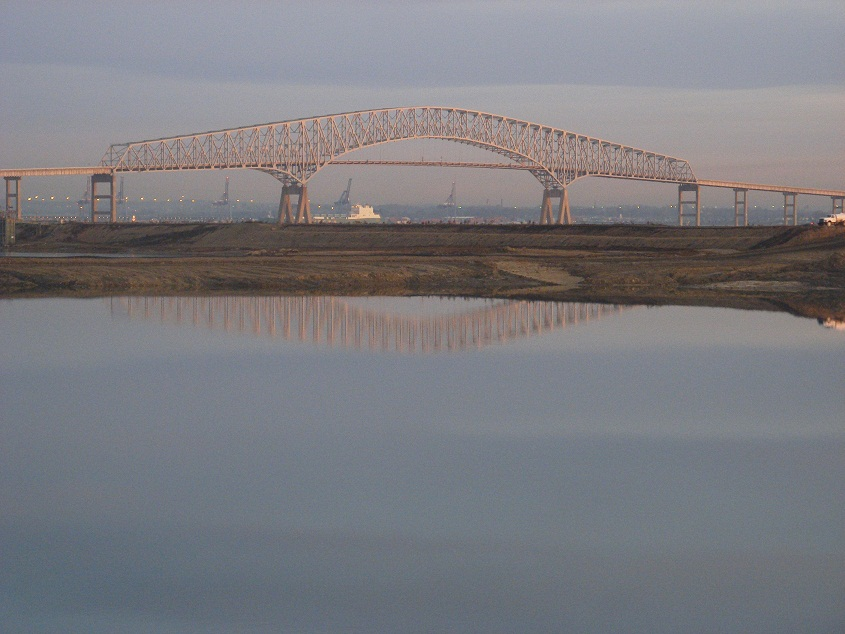
ボルチモア市街地を背景にしたフランシス・スコット・キー橋、アナランデル郡北東部のコックス・クリーク・インダストリアル・パークから南を望む、2011年
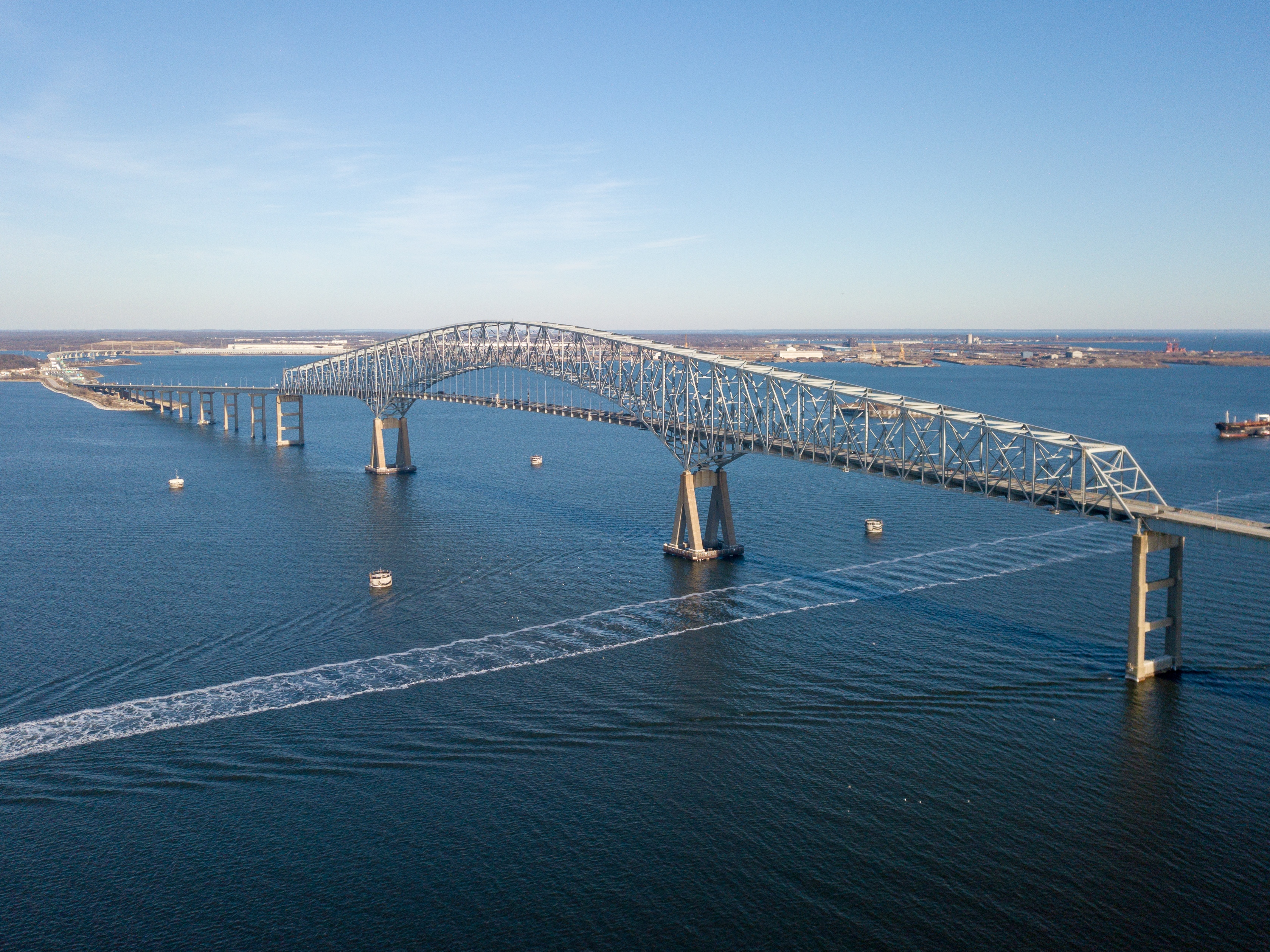
北東方向へフランシス・スコット・キー橋を見る、遠方にボルチモア郡南東部のスパローズ・ポイント、ベスレヘム・スチールの製鉄所や造船所群が見える、2018年2月
- 橋を西へ渡る様子、2023年11月

### 崩壊事故

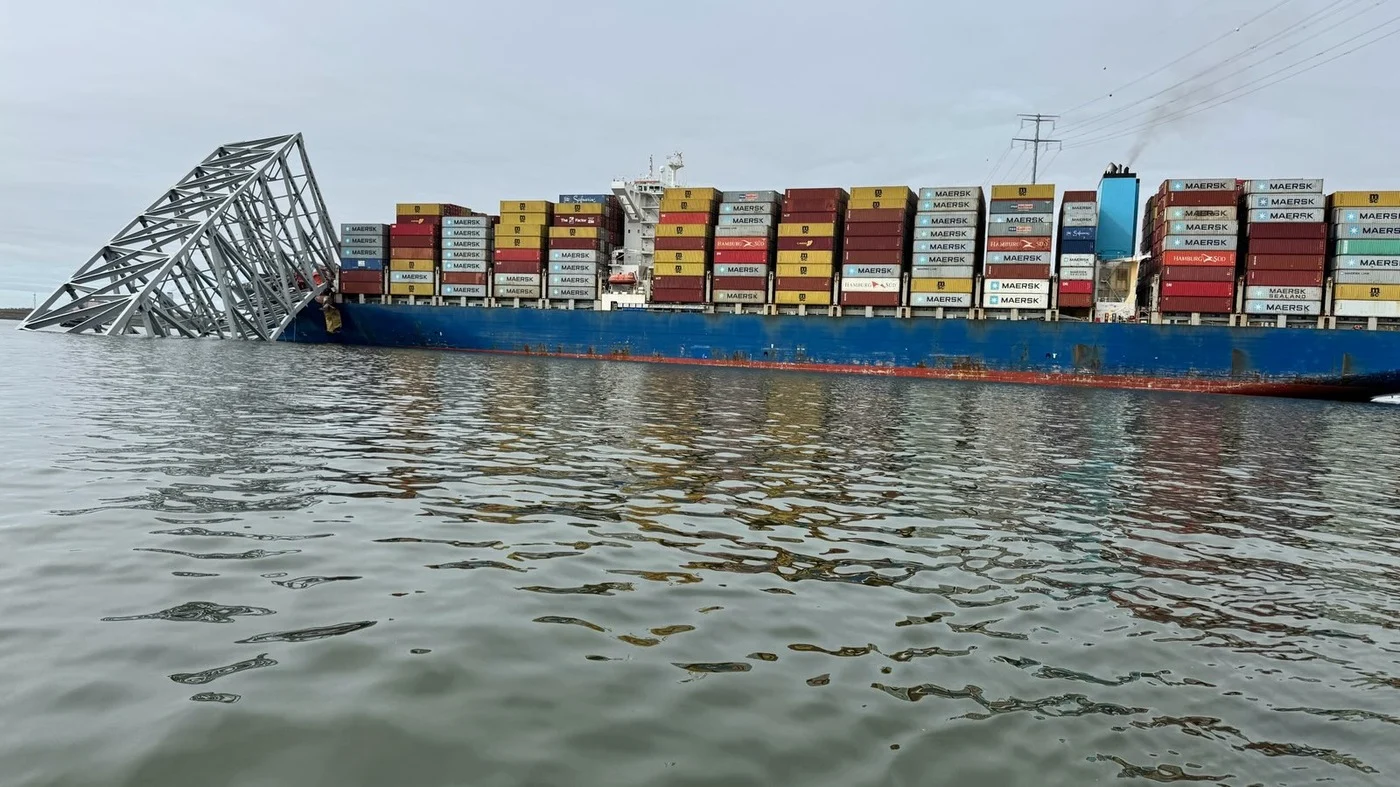
崩壊事故の10時間半後のMV Dali、橋の上部構造物の残骸が上に載っている

2024年3月26日東部標準時1時28分（協定世界時5時28分）、シンガポール船籍のコンテナ船「MV Dali」が電源を喪失し、主径間の南西側の橋脚に衝突したことで、主径間が崩壊した。国家運輸安全委員会 (NTSB) によればこの橋は、現代の橋では広く用いられ、もしあればこのような崩壊を防いだであろう冗長化された支持構造物が導入されるようになる以前に建設されたと述べた。
橋の上で作業をしていた8人の保守作業チームのみが、事故で死傷したと考えられている。4人の遺体が収容され、2人は行方不明で死亡推定され、2人が川から救助された。救助されたうちの1人は無傷で、もう1人は重体で病院に搬送された。衝突直前に船員が送った遭難信号のメーデーにより、警察と橋の作業員が橋へ向かう交通を止め、多くの命を救うことになったと思われる。
この崩壊により、パタプスコ川の航路は遮断され、ボルチモア港への旅客および貨物船は直ちにほぼ停止することになった。メリーランド州知事のウェス・ムーアは非常事態宣言を行った。経済的損失は当初1日当たり1500万ドルと見積もられた。保険業者は事故の被害、事業の中断、法的責任の主張により数十億ドルの損失を被ると見積もられた。4月25日に深さ35フィート（約11メートル）の暫定航路が開通し、一部の大型船の出入港が可能となった。4月29日と30日には航路が閉鎖されて、主航路から破片を除去しダリを撤去することになり、その後主航路が再開通する。航路の全面的な開通は5月10日を予定している。

### 再建
事故の数時間後、大統領のジョー・バイデンは、橋の再建費用すべてを連邦政府が負担するという意図に言明した。また事故への対応へのすべての援助が使用可能であると確認した。アメリカ陸軍工兵司令部は、陸軍工兵のボルチモア地区が「緊急指令センターを開設し、1,100人以上の技術・建設・契約・運用の専門家が自治体、州政府、連邦機関を支援する」と述べた。バイデンは橋を4月5日に訪れた。
新しい橋の建設には少なくとも4億ドルの費用と7年の期間が必要と見積もられている。

## 通行料金
2013年7月1日現在、自動車の通行料金は4ドルである。E-ZPassでの通行が可能で、北行南行の双方向に対して料金所でE-ZPass用の通行車線が2本用意されている。2019年4月にメリーランド州運輸局は、橋は2019年10月までにキャッシュレス料金徴収施設になると発表した。このシステムでは、E-ZPassを持たない利用者に対しては、映像式の料金徴収システムで料金徴収を行う。橋でのキャッシュレス料金徴収は、2019年10月30日から開始された。